# Joanis Melisanidis
Joanis Melisanidis (ur. 27 marca 1977) – grecki gimnastyk. Złoty medalista olimpijski z Atlanty.

## Życiorys
Urodził się w RFN, od drugiego roku życia mieszka w Salonikach. Brał udział w dwóch igrzyskach (IO 96, IO 00). W 1996 triumfował w ćwiczeniach wolnych. Cztery lata później był siódmy w skoku. Był wicemistrzem świata w ćwiczeniach wolnych w 1994. W drużynie zajął trzecie miejsce w 1994. Był medalistą mistrzostw Europy w 1994 (złoto w ćwiczeniach wolnych) i 1998 (złoto w skoku, srebro w ćwiczeniach wolnych).